# Trò lừa bịp Alan MacMasters

Hình ảnh giả của Alan MacMasters do Alex chỉnh sửa

Trò lừa bịp Alan MacMasters liên quan đến một bài viết xuất hiện trên Wikipedia trong hơn mười năm. Tháng 2 năm 2012, một nhóm học sinh người Anh đã chỉnh sửa bài viết trên Wikipedia tiếng Anh về máy nướng bánh mì điện và chèn thông tin sai rằng một người đàn ông tên là Alan MacMasters đã phát minh ra lò nướng bánh mì vào năm 1893. Một người trong số những học sinh trên đã tạo một bài viết riêng về Alan MacMasters vào tháng 2 năm 2013 và bổ sung thêm nhiều chi tiết hư cấu khác trong những năm sau đó. Bài viết giả này đã được một số tờ báo và tổ chức trích dẫn cho đến khi trò lừa bịp này bị phơi bày vào tháng 7 năm 2022.
Trên thực tế, lò nướng bánh mì tự động được nhiều cá nhân và tổ chức phát minh trong khoảng từ năm 1890 đến 1920.